# Московска иницијатива урбане обнове
Московска иницијатива урбане обнове (рус. Инициатива обновления городов Москвы) или Програм реновирања станова у Москви (рус. Программа реновации жилья в Москве) је велики програм јавних радова који су наручили градоначелник Москве Сергеј Собјањин и руски председник Владимир Путин. Започео је 2017. године и очекује се да ће бити завршен 2032. План укључује рушење 5.171 трошне стамбене зграде у Москви, колоквијално познате као хрушчовке, њихову замену модерним високим стамбеним зградама и пресељење 1,6 милиона становника града.
Молжаниновски округ у граду постао је први округ престонице у коме је завршена Иницијатива за урбану обнову Москве. Успех програма довео је до његовог усвајања у другим градовима и укључен је у ажурирано издање Урбанистичког кодекса Руске Федерације. План је повремено наилазио на жестоко противљење. Када буде завршен, радикално ће променити физички облик и квалитет становања у Москви. Иницијатива се финансира кроз комбинацију средстава јавног и приватног сектора .

## Историја
Масовно пресељавање и рушење петоспратница из периода ране панелне стамбене изградње, познатих као хрушчовке, започео је градоначелник Москве Јуриј Лужков 1990-их и спроведено је у оквиру „Програма свеобухватне реконструкције петоспратница у првом периоду индустријске изградње Хоу“. Као део Лужковског програма, град је проширио планове за пресељење и рушење 1.722 објекта. Радове су извели приватни инвеститори по инвестиционим уговорима са градом. Измене и допуне Закона о земљишту усвојене 2007. године отежале су рад извођача радова, обавезујући их да прођу кроз конкурсне процедуре за добијање локација. Због глобалне финансијске кризе 2007-2008, многи грађевинари нису били у могућности да испуне своје обавезе према граду. Као резултат тога, московске власти су одлучиле да заврше програм уз помоћ директног финансирања из градског буџета.
Питање наставка рушења пропадајућег панелног стамбеног фонда поново је покренуто у фебруару 2017. на састанку Савета московских општина уз учешће Сергеја Собјањина . Посланици Московске градске думе расправљали су 13. фебруара о потреби за новим програмом, укључујући и серију која је раније препозната као „неподношљива“, а 17. фебруара су се градоначелнику са овим предлогом обратили чланови Јавне коморе града Москве. На састанку са Сергејем Собјањином 21. фебруара 2017. Владимир Путин је дао инструкције градоначелнику Москве да настави пресељење петоспратница. Собјанин је тада истакао Путину да је градски буџет омогућио граду да започне нови програм и пожалио се на потешкоће на које су градске власти наишле у раној примени Лужковљевог програма. Градоначелник је напоменуо да постојећа законска регулатива о цивилном и урбанистичком планирању ограничава могућност пресељења објеката који нису под хитним ризиком од урушавања и замолио председника да помогне у промени регулаторног оквира.
Неколико извора повезаних са кабинетом градоначелника изјавило је магазину Форбс да је предуслов за брзи почетак програма реновирања била жеља градске управе да избегне прерасподелу прихода буџета Москве у корист региона са већим задужењем. У разговору са новинарима, Наталија Зубаревич, главни истраживач Института за социјалну политику Високе школе економије, истакла је изводљивост овог сценарија, јер је само у 2016. приход консолидованог буџета Москве повећан за 188 милијарди рубаља. Саговорници публикације су такође приметили да ће обимни програм реновирања омогућити Москви да привуче инвестиције у грађевинарство и сродне индустрије.
Посланици Државне думе Јединствене Русије Ирина Белих, Владимир Ресин, Николај Гончаров и Генадиј Онишченко поднели су 10. марта доњем дому парламента нацрт закона којим се утврђују карактеристике реновирања стамбеног фонда у главном граду Руске Федерације. Закон је у народу назван „Закон о обнови”. Након тога, Михаил Блинкин, шеф Института за економију саобраћаја и транспортну политику ХСЕ-а, назвао је објављивање прве верзије закона „намештаљком“: закон је имао бројне недостатке и постао је предмет критика правника и стручњака за урбано планирање и стамбену политику. Међу критичарима документа било је и Јавно саветодавно веће при Московској градској думи, које је у званичном извештају приметило да је предлог закона у супротности са Уставом и другим законима, потенцијално економски несврсисходан и препун негативних друштвених последица.
Предлог закона је разматран у радној групи посланика Државне думе и представника Градске куће. 17. априла аутори су усвојили неке од измена које су препоручили критичари. Предлог закона је 20. априла усвојен у првом читању са 397 гласова за и 4 против. Документ је финализирао тим на челу са шефом Комитета Думе за стамбену политику и стамбено-комуналне услуге Галина Кхованскаиа. Током парламентарних саслушања у Думи, формирана је радна група за финализацију предлога закона, која је укључивала представнике фракција и грађана, укључујући критичаре пројекта реновирања. Укупно, посланици и Влада предложили су 144 амандмана на документ, од којих је 90 одсто прихваћено, око 20 одбијено. Предлог закона је 9. јуна прошао друго читање. Од првог читања до трећег, предлог закона је удвостручен, јер је његов текст допуњен социјалним гаранцијама попут оних садржаних у московском закону „О додатним гаранцијама стамбених и имовинских права физичких и правних лица у току реновирања стамбеног фонда у граду Москви“, усвојеном 18. Предлог закона је 14. јуна усвојен у трећем читању: за њега је гласало 399 посланика, два против, а један је био уздржан. Предлог закона је 28. јуна размотрио и одобрио Савет Федерације. 1. јула закон је потписао руски председник Владимир Путин.
У 2017. „реновирање“ је за главну реч године изабрао савет за руски језик. Новинари су то повезивали са процесом пресељења, који је погодио милионе Московљана.

## Спровођење програма
Почетни план Московске иницијативе урбане обнове укључивао је рушење 7.934 објеката и пресељење 1,6 милиона људи. Ова информација је наведена у презентацији припремљеној за састанак са посланицима Државне думе уочи представљања закона. У периоду од марта до априла, као резултат консултација са општинским посланицима и кућним старешинама, телефонским анкетирањем од врата до врата и праћењем протестних активности, са листе су искључене структуре у 40 округа старе Москве и 15 насеља на територијама укљученим у Москву 2011-2012. Списак кућа које ће бити укључене у програм реновирања састављен је уз учешће научног савета при Одељењу за културно наслеђе града Москве и друштвеног покрета Архнадзор. Адвокати у Москви су обезбедили искључење из програма историјских споменика без заштићеног статуса. Куће у 40 радничких квартова изграђене 1920-их и 1930-их година искључене су из програма и означене за реновирање, а не за рушење.
Канцеларија градоначелника је у мају објавила прелиминарну листу од 4.566 објеката у 85 округа града: 1.064 у Источном административном округу, 673 у југоисточном административном округу, 535 у ЗАО, 524 у североисточном административном округу, 4. управном округу у округу 2.660. САО, 363 у Јужном управном округу, 340 у Централном управном округу, 50 у ТиНАО и 34 у Зеленограду . Формални критеријуми за укључивање били су објекти изграђени између 1957. и 1968. године, употреба типичних производа зидова и плафона, стање и конструкције висине не више од 5 спратова. Поред објеката из периода индустријске станоградње, на списку је око 100 објеката из других година, укључујући и оне предреволуционарне, куће из периода архитектонске авангарде, касностаљинистичке грађевине и куће грађене по индивидуалним пројектима. У кабинету градоначелника је од маја до јуна 2017. одржано гласање за уврштавање кућа са прелиминарне листе у програм обнове међу власницима и закупцима станова. Грађани су могли да дају свој глас преко апликације Ацтиве Цитизен. За уврштавање куће у програм било је потребно прикупити две трећине гласова „за“, за искључење једну трећину плус један глас „против“, гласови оних који су одбили да учествују у гласању били су пропорционално распоређени међу присталицама и противницима учешћа у програму.
Програм реновирања подржало је 4.087 објеката са прелиминарне листе, док су се 452 објекта противила. У 31 округу, све куће са листе подржале су учешће у програму, у 2 округа више од половине структура је искључено из програма: 55% у Москворече-Сабуровском округу и 51% у округу Измајлово. Гласање није обављено у 7 објеката са листе, јер су их становници напустили или на други начин пресељени. Од 452 објекта искључене из програма, испоставило се да је 377 изграђено од цигле. Удео становника зиданих кућа био је 84% свих гласова против. Након проучавања резултата гласања, новинари РБЦ-а су закључили да на избор Московљана практично није утицала близина њихових структура станицама московског метроа и политичке преференције на изборима за градоначелника 2013. године. Пре усвајања закона о реновирању, становницима објеката који нису уврштени на прелиминарну гласачку листу било је дозвољено да одржавају састанке власника и подносе пријаве за учешће у програму општинским већима.
На прелиминарним листама нису биле панелне деветоспратнице које су уписане у коначној верзији закона. У интервјуу Комсомолској Правди 4. маја, Сергеј Собјанин је приметио да ће канцеларија градоначелника размотрити могућност њиховог рушења уз сагласност становника ако куће буду укључене у квартални развој и дотрајале. Као резултат тога, око 100 деветоспратница је укључено у програм реновирања. До краја 2017. године у програм обнове укључена је 5.171 кућа. Истовремено, на одлуке састанака власника о појединачним објектима уложене су жалбе суду, па стога ова листа није била коначна до решавања ових случајева.

## Процедуре пресељења
Одредбе закона гарантовале су власницима станова у зградама обухваћеним програмом реновирања да након пресељења добију „еквивалентно” становање. Овај концепт је први пут дефинисан у Закону о реновирању и подразумева стан који има већу укупну површину од испражњене, једнаку или већу стамбену површину и број соба. Такође, "еквивалентни" стан је опремљен завршном обрадом и мора бити у складу са законом утврђеним стандардима побољшања. Пресељавање у „еквивалентне” станове ће се вршити на подручју где се налази испражњени стан, изузетак је за Зеленоград и територију Нове Москве, где ће пресељење бити спроведено у границама административних округа од 1. јануара 2017. Ако у стану не живе малолетна лица, лица са ограниченом пословном способношћу или неспособни грађани, власник има право избора да добије еквивалентан смештај или новчану накнаду. Власник такође може да доплати за добијање већег стана, укључујући коришћење материнског капитала, стамбене субвенције или социјалних давања. Станари по уговору о социјалном закупу добиће еквивалентан стан и могућност да га упишу као приватну својину.
У складу са законом Москве од 17. маја 2017. број 14 „О додатним гаранцијама стамбених и имовинских права физичких и правних лица у току реновирања стамбеног фонда у граду Москви“, власници пословних простора у кућама укљученим у програм реновирања моћи ће да рачунају на новчану накнаду по процењеној вредности имовине. Држава је спремна да надокнади трошкове пресељења социјално незаштићеним становницима. Према подацима Трговинско-индустријске коморе Москве, у зони реновирања има око 1.500 комерцијалних објеката у приватном власништву и око 400 у општинском власништву. Како преноси РБЦ, реновирање ће утицати на око 2.500 малих предузећа.

## Пројектовање и изградња
Према речима Сергеја Собјањина, број спратова новоградње у зони реновирања биће одређен појединачно за сваки округ и износиће од 6 до 14 спратова. Раније је заменик градоначелника Москве за урбанистичко планирање и изградњу Марат Хуснулин известио да је у неким деловима града могућа изградња објеката до 20 спратова. Свака од кућа изграђених по програму реновирања, према престоничком одељењу за урбанистичко планирање, пролази кроз шест фаза контроле квалитета. У првој фази се проверава распоред у складу са нормама урбанистичког планирања. На другом - усклађеност са сигурносним захтевима у стамбеним просторијама, као и поштовање правила звучне изолације. На трећем - усклађеност са захтевима стандарда "удобно становање". На четвртом - квалитет коришћених материјала. На петом, постоји општа провера Мосгосстројнадзора. У шестој фази пројекат добија закључак и, ако су сви грађевински системи у добром стању, кућа добија дозволу за пуштање у рад.
У 2017. години одржан је међународни архитектонски конкурс за израду развојних пројеката за пет пилот локација, узимајући у обзир принципе стварања комфорног урбаног окружења. Пројекти су морали бити деликатно интегрисани у постојеће урбано окружење, имати интегралну архитектонску слику, оптимизовати коришћење територије, створити квалитетне отворене просторе, укључити добро разрађену стратегију уређења, понудити окружење без баријера са погодним приступом друштвеној и транспортној инфраструктури и пословним просторима у приземљу. Конкурс је објављен на Твитеру Сергеја Собјањина, а личне позиве од њега примиле су британска архитектонска фирма Фостер анд Партнерс и швајцарска фирма Херзог &amp; де Меурон. Конкурсни жири је оцењивао приступ коришћењу територије, разноврсност стамбених типологија и темељне просторно-планске одлуке квартова. На конкурс је пристигло 120 пријава од 277 архитектонских бироа, укључујући представнике 43 међународна конзорцијума.
У новембру 2020. године покренут је конкурс Изглед реновирања за израду архитектонских решења за куће у оквиру програма реновирања. Учесници конкурса морали су да понуде индивидуални изглед квартова у оквиру једног од 31 конкурсног лота, који је обухватао 89 локалитета од 453 обухваћена програмом. На конкурс је пристигло 105 пријава архитеката из 17 земаља. За учешће у другој фази конкурса изабрано је 55 архитектонских бироа, укључујући Гинзбург Архитектс, МЛА+, Заха Хадид Архитектс, Тсимаило Лиасхенко анд Партнерс, Асадов, Ситизенстудио, Мегабудка, Унк пројекат, Мастер'с План, Апекс Проџект биро и Камен Архитектс.

## Хронологија
Московска градска дума је 26. априла размотрила и подржала амандмане на буџет Москве за 2017. које је предложио Сергеј Собјањин . Овим амандманима повећана је расходна страна градског буџета за 96,5 милијарди рубаља, које Кабинет градоначелника планира да утроши на припремне мере за програм реновирања: формирање земљишних парцела за нову изградњу, припрему места за насипање за таласно пресељење у квартовима за реновирање и суседне територије, израду пред-пројекта и радове на пројектовању. У мају 2017. године, у интервјуу са Дмитријем Кисељовим, Сергеј Собјанин је рекао да је почетак првог таласа пресељења у оквиру програма планиран за 2-3 године.
На почетку програма, кабинет градоначелника је проценио да ће за његову реализацију бити потребно 10–15 година. Град планира да самостално утврђује параметре и обим новоградње, бира извођаче кроз конкурсне процедуре и контролише процес преко посебно креираног државног фонда за обнову. У августу 2018. порушена је прва Хрушчовка у оквиру програма реновирања дотрајалих станова. Кућа се налазила у северном Измаилову. Рушење кућа у оквиру програма користи се технологијом која се зове "паметно рушење", којом се значајан део материјала шаље на рециклажу.
28. марта 2019. на јавну расправу предати су први пројекти планирања реновираних квартова у окрузима Солнцево, Очаково-Матвејевское, Ивановское, Метрогородок, Северноје Тушино и Митино. У 2019. години 12.000 Московљана добило је нове станове у оквиру програма реновирања. Градски портал је у децембру 2019. објавио да је више од 16.000 људи већ добило нове станове у оквиру програма за две године његовог постојања. Неки су бирали нове станове на већој површини, али уз доплату.
До 30. јуна 2020. године нису званично објављене фазе пресељења ради реновирања. Етапе пресељења објављене су 12. августа 2020. Планиране су три етапе:
- Фаза 1 (од 2020. до 2024.) – 930 објеката са 170.000 становника.
- Фаза 2 (од 2025. до 2028.) – 1.630 објеката са 330.000 становника.
- Фаза 3 (од 2029. до 2032.) – 1.800 објеката са 380.000 становника.

Према речима министра московске владе, шефа Одељења за имовину града Москве Максима Гамана, од 15. јула 2021. Молжаниновски округ је постао први округ престонице у коме је завршен програм реновирања. Сви становници који су укључени у овај програм у округу били су на задовољавајући начин.

## Јавно мњење
Од 2023. године у Москви је одржано 500 документованих протеста на којима су грађани захтевали да се њихове куће укључе у програм реновирања. Према писању Россиискаиа Газета, спонтаним акцијама присуствовало је око 35.000 људи. Учесници протеста су прогласили жалосно стање својих кућа, захтевали укључивање у програм уколико кућа није на прелиминарној листи и хитно пресељење. На овим митинзима грађанима су се обраћали посланици Државне думе и Московске градске думе, чланови Јавног већа Москве: Иван Тетерин, Лариса Картавцева, Александар Козлов, Петар Толстој.
Противници Московске иницијативе урбане обнове такође су организовали скупове. Догађаје су организовале општинске посланице Јулија Гаљамина и Елена Русакова, новинарке Татјана Кособокова и Екатерина Винокурова и прогласиле их неполитичким: учесници су стајали са плакатима и транспарентима „Ми смо за обнову власти“, „Против реновирања“, „Нема рушења“, „Немојте рушити нашу кућу“, „Немојте рушити нашу кућу “, „Не разбијајте нашу кућу“. Богородское “, „ Марфино је против“. Активисти покрета Бели шалтер избројали су за митинг 22.000 људи. Поред противника реновирања, на митингу је покушала да аргументује и представница градске куће, али ју је маса извиждала, а организатори су искључили микрофон. Политичар Дмитриј Гудков, који је планирао да говори на митингу, повукао се из говора у знак солидарности са Алексејем Наваљним, којег је полиција удаљила са митинга на захтев једног од организатора. Резолуција митинга укључивала је захтеве за одбацивање предлога закона број 120505-7, укидање гласања у Активном грађанину, проширење овлашћења земљопоседника и широку дискусију о будућем мастер плану Москве. После догађаја, Сергеј Собјанин је обећао да ће узети у обзир мишљења Московљана и обратити велику пажњу на садржајне изјаве дате на митингу.

## Званичне изјаве
У јуну 2017. године, начелник Одељења за спољне црквене односе Московског патријарха, митрополит Иларион, говорио је у прилог програму реновирања, напомињући да власти нуде повољне услове становницима петоспратница које се насељавају и брину о безбедности људи.
Лидер Комунистичке партије Генадиј Зјуганов рекао је да су посланици његове партије концептуално подржали идеју реновирања и да је након амандмана „цео предлог закона о обнови прерађен у интересу Московљана“. Штавише, Зјуганов је изнео предлог да се обнова прошири на целу Русију.
Идеју о рушењу Хрушчовке критиковало је неколико посланика и медија. Критике су углавном биле да држава нема новца и средстава за то, или да је програм кампања за односе с јавношћу.
Међу критичарима, уредник „Рапси” је приметио да постоји успешно искуство капиталне реконструкције петоспратница у Источној Немачкој без исељења њихових станара, након чега су станови у овим кућама постали још удобнији него у новоградњама у Русији. Они примећују да у Москви постоје слични изоловани експерименти реконструкције. Међутим, држава води кампању за рушење петоспратница. Разлог за то може бити жеља да се добије материјална корист од збијања стамбених подручја кроз изградњу вишеспратница и продају станова у њима. Узимајући у обзир изоловане случајеве рушења округа Хрушчов од стране приватних инвеститора и изградњу нових зграда, у просеку, густина становништва порасла је 3,3 пута. Тврдило се да су такви програми изазвали стварање саобраћајних гужви у Москви. Еколошка организација Гринпис проценила је да ће површине на којима ће се вршити реновирање изгубити до 25 одсто зелених површина, међу којима су посебно еколошки ефикасне зоне које чисте градски ваздух.
Према речима Константина Јанкаускаса, заменика градоначелника округа Зјузино, масовно згушњавање је веома непожељно у већ пренасељеној Москви. Он је тврдио да ће то створити још веће оптерећење за друштвену и саобраћајну инфраструктуру и довести, на пример, до хитних нестанка струје, чекања у редовима за просторе у вртићима, школама и додатних сати проведених у саобраћајним гужвама. Становници из подручја која нису обухваћена програмом обнове осетиће штету; очекивани раст понуде јефтиних станова у близини московског метроа може довести до пада цена и замрзавања интересовања за секундарно становање. Посебно су у опасности власници хипотекарних станова у петоспратницама, који ризикују да се нађу у правном вакууму.
Критичари су приметили чудне критеријуме за рушење петоспратница и да су највећи приоритет дате кућама које се налазе ближе центру града и вреднијем земљишту. Многе од ових структура изграђене су касних 1950-их од цигле и сматрају се удобнијим од панелних кућа из 1960-их. Уредници Фонтанке су приметили да у граду постоје зграде из ране Брежњевљеве ере које су већ у горем стању од неке Хрушчовке. Алексеј Абанин са сајта РТВи објавио је листу најконтроверзнијих зграда које спадају под листу „реновирања“, на којој су се налазиле предреволуционарне зграде, стаљинистичке зграде и немачке викендице, од којих су неке недавно обновљене. Међутим, ове зграде обједињује ниска густина насељености.
Други озбиљан проблем је исељавање становника петоспратница. Јанкаускас је напоменуо да постоји ситуација да власник куће мора да буде власник када плаћа доприносе и порезе, али када је у питању потписивање уговора о пресељењу, он то престаје да буде. А садашњи закони га не штите од принудног исељења. Галина Кхованскаја, посланик Државне думе из Праведне Русије, приметила је непрозирност закона и страхује да ће власници остати потпуно незаштићени од принудног исељења и пресељења у мање удобан смештај. Дакле, становници имају велике шансе да уђу у исти мали стан у панелној кући у близини Московског обилазног пута, који ће коштати 2 пута више од некадашњег стамбеног простора Хрушчовке. Слично томе, Сергеј Митрохин из Јаблока је истакао да је први талас реновирања довео до принудног пресељења домородаца у удаљена подручја, на пример, Московљани из Останкина су пресељени у Отрадное одлуком суда.